# CHClO2
化学式CHClO2（摩尔质量：80.47 g/mol）有：
- 氯甲酸，CAS号：463-73-0
- 甲酸氯，CAS号：913819-11-1

|  | 这个同类索引页列出了具有相同分子式的化学物（即同分異構體）条目。 除非您是有意链接至本页，否则应将相应条目的内部链接指向正确的条目。 |